# Hypamblys albicruris
Hypamblys albicruris är en stekelart som först beskrevs av Johann Ludwig Christian Gravenhorst 1829.  Hypamblys albicruris ingår i släktet Hypamblys och familjen brokparasitsteklar. Inga underarter finns listade i Catalogue of Life.